# Léopards de Dolisie
El AC Léopards es un equipo de fútbol de la República del Congo que milita en la Primera División del Congo, la liga de fútbol más importante del país.

## Historia
Fue fundado en el año 1954 en la ciudad de Dolisie, ha sido campeón de liga en 6 ocasiones y ha sido finalista en 3 ocasiones. Ha sido campeón de Copa en 6 ocasiones y 2 veces ganador de la supercopa.
A nivel internacional ha participado en 5 torneos continentales, donde su mejor participación ha sido en la Copa Confederación de la CAF 2012, proclamándose campeón.

## Palmarés
- Primera División del Congo: 7

2012, 2013, 2014, 2015, 2016, 2017, 2024
- - Finalista: 3

2008/09, 2009/10, 2010/11
- Copa de Congo de Fútbol: 6

2009, 2010, 2011, 2013, 2016, 2017
- Super Copa de Congo de Fútbol: 2

2009, 2011
- Copa Confederación de la CAF: 1

2012
- Supercopa de la CAF: 0
  - Finalista: 1

2013

## Participación en competiciones de la CAF
| Temporada | Torneo                       | Ronda          | Club                 | Casa | Visita | Global      |
| --------- | ---------------------------- | -------------- | -------------------- | ---- | ------ | ----------- |
| 2010      | copa Confederación de la CAF | Preliminar     | Dragón FC            | 4-0  | 3-2    | 7-2         |
| 2010      | copa Confederación de la CAF | 1              | Cotonsport Garoua    | 3-1  | 0-2    | 3-3 (a)     |
| 2011      | Copa Confederación de la CAF | 1              | Primero de Agosto    | 1-0  | 0-2    | 1-2         |
| 2012      | Copa Confederación de la CAF | Preliminar     | AS Tempête Mocaf     | 2-0  | 2-2    | 4-2         |
| 2012      | Copa Confederación de la CAF | 1              | CS Sfaxien           | 1-2  | 2-0    | 3-2         |
| 2012      | Copa Confederación de la CAF | 2              | Heartland FC         | 2-1  | 2-3    | 4-4 (a)     |
| 2012      | Copa Confederación de la CAF | 3              | MAS Fez              | 2-0  | 0-1    | 2-1         |
| 2012      | Copa Confederación de la CAF | Fase de grupos | Djoliba AC           | 3-0  | 1-1    | 2.º Lugar   |
| 2012      | Copa Confederación de la CAF | Fase de grupos | Stade Malien         | 1-0  | 1-1    | 2.º Lugar   |
| 2012      | Copa Confederación de la CAF | Fase de grupos | Wydad Casablanca     | 1-1  | 1-3    | 2.º Lugar   |
| 2012      | Copa Confederación de la CAF | Semifinales    | Al-Merrikh SC        | 2-1  | 0-0    | 2-1         |
| 2012      | Copa Confederación de la CAF | Final          | Djoliba AC           | 2-1  | 2-2    | 4-3         |
| 2013      | Supercopa de la CAF          | Final          | Al-Ahly              | -    | -      | 1-2         |
| 2013      | Liga de Campeones de la CAF  | Preliminar     | CF Mounana           | 2-0  | 0-1    | 2-1         |
| 2013      | Liga de Campeones de la CAF  | 1              | Kano Pillars         | 3-0  | 1-4    | 4-4 (a)     |
| 2013      | Liga de Campeones de la CAF  | 2              | ES Sétif             | 3-1  | 1-3    | 4-4 (5-4 p) |
| 2013      | Liga de Campeones de la CAF  | Fase de grupos | Al-Ahly              | 0-1  | 1-2    | 4.º lugar   |
| 2013      | Liga de Campeones de la CAF  | Fase de grupos | Orlando Pirates FC   | 1-0  | 0-0    | 4.º lugar   |
| 2013      | Liga de Campeones de la CAF  | Fase de grupos | Zamalek SC           | 1-0  | 1-4    | 4.º lugar   |
| 2015      | Liga de Campeones de la CAF  | 1              | Gor Mahia FC         | 1-0  | 1-0    | 2-0         |
| 2015      | Liga de Campeones de la CAF  | 2              | Smouha SC            | 1-0  | 0-2    | 1-2         |
| 2015      | Copa Confederación de la CAF | 3              | Warri Wolves FC      | 3-0  | 1-3    | 4-3         |
| 2015      | Copa Confederación de la CAF | Fase de grupos | Orlando Pirates FC   | 0-1  | 0-2    | 3.º Lugar   |
| 2015      | Copa Confederación de la CAF | Fase de grupos | CS Sfaxien           | 0-0  | 1-1    | 3.º Lugar   |
| 2015      | Copa Confederación de la CAF | Fase de grupos | Zamalek SC           | 1-0  | 0-2    | 3.º Lugar   |
| 2016      | Liga de Campeones de la CAF  | 1              | Mamelodi Sundowns FC | 1-1  | 0-2    | 1-3         |
| 2017      | Liga de Campeones de la CAF  | Preliminar     | UMS de Loum          | 1-0  | 1-2    | 2-2 (a)     |
| 2017      | Liga de Campeones de la CAF  | 1              | Saint-George SA      | 0-1  | 0-2    | 0-3         |
| 2017      | Copa Confederación de la CAF | Play-off       | Mbabane Swallows     | 1-0  | 2-4    | 3-4         |
| 2018      | Liga de Campeones de la CAF  | Preliminar     | AS Togo-Port         | 2-1  | 1-2    | 3-3 (3-4 p) |
| 2024/25   | Liga de Campeones de la CAF  | 1              | CR Belouizdad        | 0-2  | 0-1    | 0-3         |